# Surveyor of the Queen’s Pictures
Der Surveyor of the Queen’s/King’s Pictures ist innerhalb des königlichen Haushalts des Monarchen von Großbritannien für den Unterhalt und die Pflege der Royal Collection zuständig. Hiervon umfasst sind alle Kunstwerke, die das Staatsoberhaupt in seiner offiziellen Funktion besitzt. Das Amt gibt es seit 1625. Seit 1972 ist der jeweilige Amtsinhaber in Vollzeit mit dieser Aufgabe befasst, unterhält ein eigenes Büro und wird von zahlreichen Mitarbeitern unterstützt.

## Liste der bisherigen Amtsinhaber
| Nr. | Name                   | Lebensdaten      | Amtszeit    |
| --- | ---------------------- | ---------------- | ----------- |
| 1   | Abraham van der Doort  | (1575/1580–1640) | (1625–??)   |
| 2   | Georg Geldorp          | (vor 1610–1665)  | (1660–??)   |
| 3   | Thomas Chiffinch       | (??–??)          | (1660–1666) |
| 4   | William Chiffinch      | (??–??)          | (1666–??)   |
| 5   | Gerrit van Uylenburgh  | (um 1625–1679)   | (1676–1679) |
| 6   | Parry Walton           | (??–??)          | (1679–1690) |
| 7   | Henry Norris           | (vor 1630–1684)  | (1682–??)   |
| 8   | Frederick Sonnius      | (vor 1671–1721)  | (1690–1701) |
| 9   | Peter Walton           | (??–??)          | (1690–1745) |
| 10  | Stephen Slaughter      | (um 1697–1765)   | (1745–1765) |
| 11  | George Knapton         | (1698–1778)      | (1765–1778) |
| 12  | Richard Dalton         | (um 1715–1791)   | (1778–1791) |
| 13  | Benjamin West          | (1738–1820)      | (1791–1820) |
| 14  | William Seguier        | (1772–1843)      | (1820–1843) |
| 15  | Augustus Wall Callcott | (1779–1844)      | (1843–1844) |
| 16  | Thomas Uwins           | (1782–1857)      | (1844–1856) |
| 17  | Richard Redgrave       | (1804–1888)      | (1856–1880) |
| 18  | John Charles Robinson  | (1824–1913)      | (1880–1901) |
| 19  | Lionel Cust            | (1859–1929)      | (1901–1927) |
| 20  | C. H. Collins Baker    | (1880–1959)      | (1928–1934) |
| 21  | Kenneth Clark          | (1903–1983)      | (1934–1944) |
| 22  | Anthony Blunt          | (1907–1983)      | (1945–1973) |
| 23  | Sir Oliver Millar      | (1923–2007)      | (1972–1988) |
| 24  | Christopher Lloyd      | (* 1945)         | (1988–2005) |
| 25  | Desmond Shawe-Taylor   | (* 1955)         | (2005–)     |